# بولين كراولي
بولين كراولي (بالإنجليزية: Pauline Crawley)‏ هي لاعب كرة قاعدة أمريكية، ولدت في 11 سبتمبر 1924 في فينيكس في الولايات المتحدة، وتوفيت في 18 سبتمبر 2003 في كاثيدرال سيتي في الولايات المتحدة.